# گونزالو سراندو
گونزالو سراندو (انگلیسی: Gonzalo Sorondo؛ زادهٔ ۹ اکتبر ۱۹۷۹) یک بازیکن فوتبال اهل اروگوئه است.
وی همچنین در تیم ملی فوتبال اروگوئه بازی کرده‌است.